# Лази (Маковський повіт)
Лази (пол. Łazy) — село в Польщі, у гміні Красносельц Маковського повіту Мазовецького воєводства.
Населення — 112 осіб (2011).
У 1975-1998 роках село належало до Остроленцького воєводства.

## Демографія
Демографічна структура станом на 31 березня 2011 року:
|          | Загалом | Допрацездатний вік | Працездатний вік | Постпрацездатний вік |
| -------- | ------- | ------------------ | ---------------- | -------------------- |
| Чоловіки | 52      | 13                 | 33               | 6                    |
| Жінки    | 60      | 18                 | 30               | 12                   |
| Разом    | 112     | 31                 | 63               | 18                   |